# 135662 Michelacastello
135662 Michelacastello è un asteroide della fascia principale. Scoperto nel 2002, presenta un'orbita caratterizzata da un semiasse maggiore pari a 2,683864 UA e da un'eccentricità di 0,253153, inclinata di 14,037029° rispetto all'eclittica.
È dedicato a Michela Castello, astronoma amatoriale cieca.